# Sjeverna Indija
Sjeverna Indija je naziv za države koje se nalaze u strogo kontinentalnom dijelu Republike Indije uključujući područja sjeverno od gorja Vindhya te rijeka Narmada i rijeke Mahanadi, ali isključujući države Gujarat i Maharashtra na zapadu, Zapadni Bengal, Bihar, Jharkhand i Orissa na istoku te sedam sjeveroistočnih država. New Delhi, glavni grad Indije nalazi se u Sjevernoj Indiji. Dominantna geogtrafska značajka sjeverne Indije je Indo-gangeska ravnica čije plodno tlo i rijeke podržavaju stanovništvo te Himalaja koja je dijeli od ostatka Azije. Ta oblast ima bogatu i raznoliku kulturu.